# Lars Backer

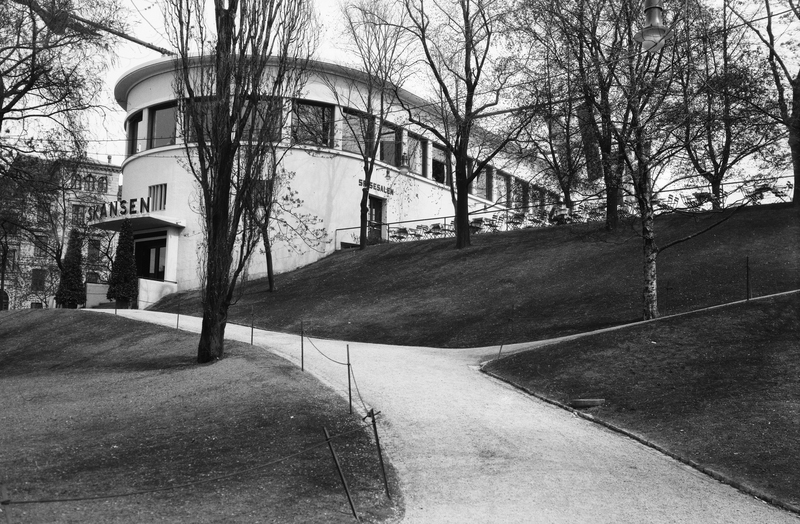
Restaurante Skansen, Oslo (1927)

Lars Backer (Christiania, actual Oslo, 5 de enero de 1892-Oslo, 7 de junio de 1930) fue un arquitecto racionalista noruego. 

## Trayectoria
Nació en Christiania (actual Oslo) en 1892, hijo del también arquitecto Herman Major Backer y de Elisabeth Christiane Boeck. Estudió en el Real Instituto de Tecnología de Estocolmo, donde se tituló en 1915. Trabajó entonces como asistente para varios arquitectos, como Arnstein Arneberg, Magnus Poulsson o Harald Hals. Entre 1919 y 1920 amplió sus estudios en la Architectural Association School of Architecture de Londres. Abrió su propio estudio en 1921.
Realizó sus primeras obras todavía en estilo neoclásico: villa Larsen en Oslo (1926), por la que ganó el premio Sundts; cine Frogner Kino en Oslo (1926). Posteriormente evolucionó hacia el racionalismo de moda en Europa: en 1927 fue autor del primer edificio funcionalista en Escandinavia, el restaurante Skansen en Oslo (destruido en 1970), diseñado bajo una concepción clásica pero realizado con diversos elementos característicos de la arquitectura racionalista, como el uso de hormigón armado, cubierta plana, ventanas en bandas y ausencia de ornamentación.
Entre 1927 y 1929 realizó el restaurante Ekeberg en Oslo. En la misma ciudad proyectó el edificio Horngården (1929-1930), que con sus trece plantas previstas habría sido el primer rascacielos de Oslo, pero las autoridades municipales autorizaron tan solo ocho plantas. También tenía prevista una estructura de ángulos redondeados y largas bandas de vidrio en sustitución de las ventanas, pero el proyecto fue también modificado en ese punto, por lo que finalmente se realizó con ángulos rectos y ventanas tradicionales. Este edificio fue terminado por su asistente Frithjof Stoud Platou tras su prematura muerte por una infección por estreptococos.